# Köpings landskommun, Öland
Köpings landskommun var en tidigare kommun på mellersta Öland i Kalmar län.

## Administrativ historik
När 1862 års kommunalförordningar trädde i kraft inrättades i landet cirka 2 500 kommuner. I Köpings socken i Slättbo härad på Öland bildades då landskommunen Köping. Vid kommunreformen 1952 gick den genom sammanläggning upp i den nya storkommunen Köpingsvik. Denna i sin tur upplöstes 1969, då dess område tillfördes dåvarande Borgholms stad som 1971 ombildades till Borgholms kommun,.

## Politik

### Mandatfördelning i valen 1938-1946
| 6 | 14 |

| 20 |

| 5 | 15 |

| 20 |

| 2 | 4 | 14 |

| 20 |